# Belladonna: No Warning
Belladonna: No Warning ist ein Pornofilm aus dem Jahr 2005 vom Produktionsstudio Evil Angel. Belladonna war dabei Hauptdarstellerin und Regisseurin zugleich. Es handelt sich dabei um ein All-Girl-Release. Bisher sind 5 Teile der Serie erschienen.
Teil 1 bekam den F.A.M.E.-Award in der Kategorie Favorite Gonzo Movie sowie den AVN-Award als Best All-Girl Release. Im vierten und fünften Teil war sie nur als Regisseurin des Films aktiv.

## Szenen Gliederung
- Szene 1: Belladonna, Lauren Phoenix, Venus
- Szene 2: Belladonna, Jada Fire
- Szene 3: Sandra Romain, Taryn Thomas
- Szene 4: Belladonna, Chloe Dior
- Szene 5: Belladonna, Julie Night

## Auszeichnungen
- Belladonna: No Warning:
  - 2006: F.A.M.E. Award Gewinner – Favorite Gonzo Movie
  - 2007: AVN Award Gewinner – Best All-Girl Release[1]
- Belladonna: No Warning 4:
  - 2010: AVN Award – Most Outrageous Sex Scene[2]

## Fortsetzungen
- 2006: Belladonna: No Warning 2 – Belladonna, Ariel Alexis, Kami Andrews, Lexi Bardot, Sophie Dee, Roxy Jezel, Tory Lane, Missy Monroe, Nadia Nice, Jayna Oso und Delilah Strong; Auszeichnungen: XRCO Award 2006 – Best Girl-Girl-Release

- 2007: Belladonna: No Warning 3 – Belladonna, Sarah Blake, Ashley Blue, Katja Kassin, Gianna Michaels, Nadia Nitro, Sandra Romain

- 2008: Belladonna: No Warning 4 – Dana DeArmond, Anna Bell Lee, Kirra Lynne, Adrianna Nicole, Harmony Rose, Sinn Sage, Aiden Starr, Bobbi Starr und Charlotte Vale; Auszeichnungen: AVN Award 2010 – Most Outrageous Sex Scene – Bobbi Starr

- 2010: Belladonna: No Warning 5 – Lexi Belle, Kelly Divine, Francesca Lé, Lea Lexus, Tori Lux, Adrianna Nicole, Ashli Orion und Bobbi Starr

- 2011: Belladonna: No Warning 6 – Kristina Rose, Adrianna Nicole, Sinn Sage, Lea Lexis, Sammie Rhodes, Cassandra Nix, Jada Stevens, Kelly Divine, Kara Price

- 2012: Belladonna: No Warning 7 – Dana DeArmond, Katie St. Ives, Lia Lor, Sinn Sage, Sammie Rhodes, Lea Lexis, Ashli Orion, Lyla Storm, Aiden Starr, Chastity Lynn

- 2013: Belladonna: No Warning 8 – Adrianna Nicole, Ash Hollywood, Chanel Preston, Dana DeArmond, Dani Jensen, Karina White, Lea Lexis, Leilani Leeane, Lia Lor